# Magenta (couleur)
Fuchsia (couleur)

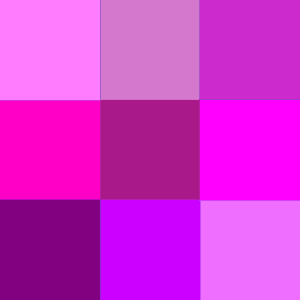
Échantillons de magenta.

Le magenta est une couleur obtenue à l'origine par un colorant de synthèse d'aniline rouge violacé inventé en 1858, appelé fuchsine ou roséine. Ce nom de couleur s'applique aux teintes similaires obtenues depuis.
Fuchsia désigne les mêmes couleurs, d'après le nom de la fleur rose du fuchsia, nommée en hommage à Leonhart Fuchs.
Magenta est la désignation normalisée du colorant primaire absorbant le vert dans la synthèse soustractive des couleurs en imprimerie et en photographie argentique.

## Histoire
Alors qu'on découvrait les possibilités générales de la fabrication de colorants à base d'aniline, les expérimentations du chimiste lyonnais François-Emmanuel Verguin débouchèrent sur une substance rouge pourpre foncé qu'il nomma « fuchsine » en 1858. L'année suivante, Chambers Nicholson et George Maule produisirent indépendamment en Angleterre un colorant chimiquement identique et l'appelèrent « roséine ».
Verguin vendit le brevet de la fuschine, du 8 avril 1859, aux frères Renard qui la produisirent industriellement en 1859 et la diffusèrent sous le nom commercial de magenta, du nom de la bataille de Magenta qui avait eu lieu le 4 juin de la même année.
Le Répertoire des couleurs de la Société des chrysanthémistes (1905) indique que la couleur Magenta est une « dénomination ordinaire dans les commerces de laines, étoffes, cotons, rubans, etc. ». Le même ouvrage enregistre un « violet rougeâtre » (synonyme : violet magenta) (p. 182), et note que le Magenta no 2 de chez Friant est un « violet évêque » (p. 189). Il présente la fuchsine, avec une nuance différente, plus rouge, comme la « couleur formée par divers sels de la Rosaniline […] découverte en 1856 par Natanson » (p. 160).

## Colorants magenta
À partir des années 1950, l'industrie chimique a produit des pigments organiques de synthèse de la famille des quinacridones, plus solides à la lumière et au lavage, qui remplacèrent le magenta aniline (PR4 du Colour Index international). La teinte magenta proprement dite est obtenue avec le rouge de quinacridone (PV19), qui a deux nuances distinctes : claire (rouge rosé) et foncée (rouge violet). On peut aussi utiliser le rose de quinacridone (PV42) ou le magenta de quinacridone (PR122), plus vifs et à tendance plus rouge. Des colorants naphtol (PR5, PR31, PR184)) ou thioindigoïdes (PR88, PR181), quinacridone (PR202, PR282, PV19, PV42) de diverses nuances sont distribués sous le même nom.
Un colorant quinacridone (PR202) est distribué sous le nom de « fuchsia ».
Le magenta primaire de l'imprimerie est à base de lithol rubine BK (PR57:1) de naphtol (PR146) ou surtout de quinacridone (PR122, PV19).

## Colorimétrie et perception des couleurs
Le magenta est un pourpre au sens de la colorimétrie, c'est-à-dire une couleur qui n'a pas de métamère composée d'un rayonnement monochromatique et de blanc. Pour produire un pourpre pur, on doit mélanger un rouge et un bleu ; ce qui revient à enlever du vert d'un blanc reconstitué par un mélange de rouge, de vert et de bleu. C'est pourquoi on caractérise les pourpres par une longueur d'onde dominante négative.
L'appellation « magenta » étant un nom commercial, elle ne correspond pas à une colorimétrie précise ; le magenta est un pourpre vif, tirant plus sur le rouge que sur le bleu. Sur le cercle chromatique, il se trouve dans la région opposée au vert.
En synthèse soustractive des couleurs, chaque colorant retranche du blanc de départ une partie des rayonnements lumineux. La chromaticité ne suffit pas à définir un colorant. Il faut spécifier la courbe d'absorption spectrale.
En photographie argentique en couleurs, sa caractéristique est déterminée par les colorants coupleurs associés à la couche sensible au rouge obtenus au développement chromogène par réaction de la p-phénylène diamine du développeur, oxydée pendant le processus, sur une pyrazolone, corrigée par des masques.

### En imprimerie
En imprimerie, la norme ISO 2846 fixe la courbe d'absorption spectrale et la transparence des encres afin de permettre une reproduction uniforme en quadrichromie. Elle définit avec précision le magenta couleur primaire. Les encres doivent répondre à ces normes. Le nuancier Pantone les désigne comme Process Magenta.
|                   |                   |
| Process Magenta C | Process Magenta U |

Il existe en outre des encres magenta, dont les nuances variées correspondent à l'usage dans les domaines de la mode et de la décoration, dont les nuances peuvent s'identifier sur les nuanciers, comme le Pantone. Certaines sont fluorescentes, par exemple le Pantone 806 ou le Pantone 812. Le nuancier RAL définit aussi plusieurs couleurs nommées Magenta .

### Couleurs du web
En synthèse additive des couleurs, on produit le magenta par un mélange égal des primaires rouge et bleue.
Les concepteurs des noms de couleur X11, dont les définitions sont passées en HTML, CSS et SVG, ont appelé « magenta » ou « fuchsia » la complémentaire exacte de la couleur primaire verte de la synthèse additive, et « Dark Magenta » (magenta foncé) la couleur (r=139, v=0, b=139).
« Thistle » (chardon, r=216, v=189, b=216), « plum » (prune, r=221, v=160, b=221) et « Violet » ((r=238, v=130, b=238) ont la même valeur de teinte.